# Волчно-Бурлінське
Во́лчно-Бурлі́нське (рос. Волчно-Бурлинское) — село у складі Крутіхинського району Алтайського краю, Росія. Адміністративний центр Волчно-Бурлінської сільської ради.

## Населення
Населення — 1340 осіб (2010; 1681 у 2002).
Національний склад (станом на 2002 рік):
- росіяни — 93 %